# Pezoporus flaviventris
Pezoporus flaviventris (англ. Western Ground Parrot) — вид папуг родини Psittaculidae.

## Поширення
Історично, цей вид був поширений вздовж західного узбережжя південно-західної Австралії від міста Перт на північ до міста Джералдтон та вздовж південного узбережжя на схід до затоки Ізраеліт. Вид зник із західного узбережжя Австралії до 1900 року. В даний час, ареал цього виду обмежується двома популяціями вздовж південного узбережжя Західної Австралії, на схід від міста Олбані з найбільшою популяцією у Національному парку Кабо.